# 光田寺村
光田寺村（こうでんじむら）は、かつて青森県にあった村。

## 地理
河川：浅瀬石川

## 沿革
- 1889年（明治22年）4月1日 - 町村制施行により南津軽郡前田屋敷村、川部村、和泉村、境森村、土矢倉村、堂野前村、東光寺村が合併し、光田寺村が発足。
- 1955年（昭和30年）
  - 4月1日 - 南津軽郡田舎館村と合併し田舎館村を新設して消滅。
  - 11月3日 - 田舎館村と常盤村の境界変更により、旧村域の大字東光寺の一部が常盤村に編入された。

## 公共施設
- 黒石地区警察署光田寺駐在所
- 川部郵便局
- 光田寺中学校
- 東光寺小学校
- 前田屋敷小学校
- 川部小学校

## 交通
- 国鉄
  - 五能線：川部駅
  - 黒石線：川部駅-前田屋敷駅